# Bahadurgarh Baby Killer
Bahadurgarh Baby Killer war die Bezeichnung, die die englischsprachigen Medien einer indischen Mordserie gaben, bei der von 1995 bis 1998 in der Umgebung von Bahadurgarh im Bundesstaat Haryana zehn Mädchen im Vor- und Grundschulalter aus den Slums ermordet worden sind.

## Opfer
Die Opfer waren neun Jahre alt und jünger. An ihren Leichen wurde Sperma des Täters gefunden.
Im Herbst 1995 wurde als erstes Opfer die sechsjährige Pooja ermordet und am Ufer eines Teiches gefunden. Nachdem am 11. Oktober 1995 die Leiche des vierten Opfers, die neunjährige Tochter eines Arbeiterehepaars, gefunden worden war, verließen viele Eltern mit ihren Kindern die Gegend.
Am 22. Juni 1997 wurde die 7-jährige Manju vergewaltigt und ermordet. Nach der Entdeckung des elften Opfers wurden von der Regierung und mehreren Privatleuten Belohnungen ausgesetzt, die der Regierung betrug 10.000 Rupien. Es wurden diverse Verdächtige festgenommen, der Verdacht konnte jeweils nicht bestätigt werden.
Am 18. November 1998 wurde die 7-jährige Pinky entführt, das Mädchen wurde am 20. November gefunden und führte die Polizei zu dem Haus, in dem sie gefangen gehalten wurde. Der 25-jährige Sohn des Hauseigentümers, Satish, wurde daraufhin festgenommen.

## Prozess
Satish gestand zehn der ihm vorgeworfenen Taten und wurde zu lebenslanger Haft verurteilt. Berufungen von Satish und der Staatsanwaltschaft, die die Todesstrafe forderte, wurden 2008 abgewiesen, eine Haftentlassung vor Verbüßung von 20 Jahren ausgeschlossen.